# Плейнвілл (Огайо)
Плейнвілл (англ. Plainville) — переписна місцевість (CDP) в США, в окрузі Гамільтон штату Огайо. Населення — 120 осіб (2020).

## Географія
Плейнвілл розташований за координатами 39°8′38″ пн. ш. 84°21′34″ зх. д. / 39.14389° пн. ш. 84.35944° зх. д. (39.143918, -84.359341).  За даними Бюро перепису населення США в 2010 році переписна місцевість мала площу 0,24 км², уся площа — суходіл.

## Демографія
Згідно з переписом 2010 року, у переписній місцевості мешкало 87 осіб у 51 домогосподарстві у складі 23 родин. Густота населення становила 361 особа/км².  Було 68 помешкань (282/км²).
Расовий склад населення:
| - 100,0 % — білих |

До двох чи більше рас належало 0,0 %. Частка іспаномовних становила 0,0 % від усіх жителів.
За віковим діапазоном населення розподілялося таким чином: 10,3 % — особи молодші 18 років, 54,1 % — особи у віці 18—64 років, 35,6 % — особи у віці 65 років та старші. Медіана віку мешканця становила 54,8 року. На 100 осіб жіночої статі у переписній місцевості припадало 74,0 чоловіків;  на 100 жінок у віці від 18 років та старших — 69,6 чоловіків також старших 18 років.
Цивільне працевлаштоване населення становило 22 особи. Основні галузі зайнятості: оптова торгівля — 50,0 %, роздрібна торгівля — 50,0 %.